# Wenn die Maske fällt (film 1922)
Wenn die Maske fällt è un film muto del 1922 diretto da Erik Lund. Il film fu prodotto dallo stesso regista insieme all'attore Bruno Kastner.

## Produzione
Il film fu prodotto dalla Kastner-Film GmbH (Berlin) di Bruno Kastner.

## Distribuzione
Il visto di censura ha la data 16 agosto 1922. Il film, che venne vietato ai minori, uscì in distribuzione il 2 novembre 1922